# Дьондьош
Дьондьош е град в Унгария. Населението му е 33 553 жители (2001 г.), а площта 54,10 кв. км. Намира се в часова зона UTC+1.
Пощенският му код е 3200, а телефонния 37.

## Побратимени градове
- Шуша, Азербайджан[2]
- Търгу Секуеск, Румъния
- Пиексамяки, Финландия
- Рингстед, Дания
- Целтвег, Австрия
- Санок, Полша
- Жетисай, Казахстан